# Johann Christoph Friedrich Bach

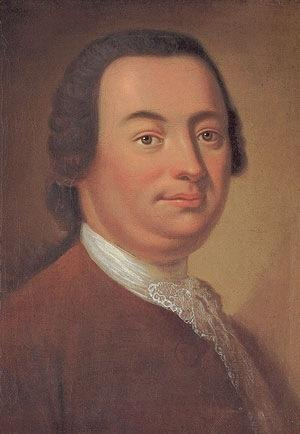
Johann Christoph Friedrich Bach, 1774

Johann Christoph Friedrich Bach (* 21. Juni 1732 in Leipzig; † 26. Januar 1795 in Bückeburg) war ein deutscher Musiker, Kapellmeister und Komponist aus der Familie Bach und dritter der vier komponierenden Bachsöhne. Seine Mutter war Bachs zweite Ehefrau Anna Magdalena Wilke. Zur Kennzeichnung wird er häufig „Bückeburger Bach“ genannt.

## Leben
Johann Christoph Friedrich Bachs Lebenslauf begann wie der seiner Brüder: Er erhielt eine Ausbildung an der Leipziger Thomasschule sowie musikalischen Unterricht durch seinen Vater. Wilhelm Friedemann Bach, der älteste Sohn Johann Sebastian Bachs, hielt (nach der Aussage von Nikolaus Forkel) den Halbbruder für den „stärksten Spieler“ unter den vier Brüdern, der „seines Vaters Claviercompositionen am fertigsten vorgetragen“ habe. Mit siebzehn Jahren begann Friedrich ein Jurastudium an der Leipziger Universität, brach dieses aber bald darauf, noch vor dem Tod des Vaters, wieder ab und folgte um die Jahreswende 1749/50 als gerade Achtzehnjähriger dem Ruf, als „Hochgräflich Schaumburg-Lippischer Cammer-Musicus“ am Hof in Bückeburg in Dienste zu treten. Wilhelm Graf zu Schaumburg-Lippe, der 1748 seinem Vater als Regent des kleinen Territoriums gefolgt war, hatte sich von der königlichen Hofmusik am Hofe Friedrichs II. in Potsdam stark beeindruckt gezeigt und feste Pläne gefasst, in seiner Residenz diesem Vorbild nachzueifern.
Am Bückeburger Hof waren derzeit die beiden Italiener Giovanni Battista Serini als Leiter der Hofkapelle und Angelo Colonna als Hofkomponist tätig. Bach lernte durch sie den Stil der italienischen Oper und Kantate kennen, da in den mindestens zweimal wöchentlich stattfindenden „Concerten“, die in der Regel spätnachmittags gegeben wurden, vor allem Vokalmusik aufgeführt wurde. Dazu unterhielt die Hofkapelle eine Sängerin, Lucia Elisabeth Münchhausen, Tochter des Hofmusikers Ludolf Andreas Münchhausen, die durch den Unterricht des Konzertmeisters Serini in die italienische Gesangskultur eingeführt wurde.
Bach erhielt zu Beginn des Jahres 1750 die Stelle eines Hofmusikers in Bückeburg, wo er sich wohl den Stil der am Hof gespielten Musik aneignen konnte. Datierte Kompositionen dieser Zeit aus seiner Hand sind bisher nicht überliefert.
Am 8. Januar 1755 heiratete Bach die Hofsängerin Lucia Elisabeth Münchhausen (1732–1803). Die beiden Italiener verließen 1756 mit Beginn des Siebenjährigen Krieges den Hof, und Bach übernahm nun deren Aufgaben. Neben der Leitung der Konzerte hatte er für die Anschaffung und Komposition neuer Musik zu sorgen. Auf Betreiben des Grafen nahm er dazu auch Kontakt mit Musikern anderer Adelshöfe auf, um Notenmaterial zu erbitten – Graf Wilhelm hatte den Ehrgeiz, in seiner Musikbibliothek den neuesten Entwicklungen des Musikgeschmacks zu folgen. Von Oktober 1757 bis April 1758, in der Zeit des Siebenjährigen Kriegs, hatte sich der Graf mit einigen Mitgliedern des Hofes, darunter Bach, auf seinen Sitz in Nienstedten an der Elbe zurückgezogen. In dieser Zeit bewarb sich Bach erfolgreich als Organist an der evangelischen Hauptkirche in Altona. Graf Wilhelm erlaubte ihm jedoch nicht, diese Stelle anzutreten, ernannte ihn aber am 18. Februar 1759 offiziell zum Konzertmeister.
1759 wurde Wilhelm Friedrich Ernst, der älteste Sohn von insgesamt acht Kindern des Paares, geboren, dessen Patenschaft der Graf auf Bachs Bitte hin übernahm. Wilhelm war der letzte Musiker in der direkten Nachkommenschaft Johann Sebastian Bachs. Als 1767 Georg Philipp Telemann in Hamburg starb, unternahm Johann Christoph Friedrich Bach seinen einzigen belegten Versuch, seine Stellung in Bückeburg gegen eine bessere zu tauschen, und bewarb sich als Musikdirektor in Hamburg; bei der Vergabe der Stelle wurde ihm jedoch sein älterer und bekannterer Halbbruder Carl Philipp Emanuel vorgezogen. Dies führte aber nicht zu einer Trübung der brüderlichen Beziehungen, sondern es entwickelte sich ein eher verstärkter Kontakt und Austausch von Anregungen und Kompositionen.
Für Johann Christoph Friedrich Bach begann nun eine intensive Schaffensphase. Neben vielen Kammermusikwerken und Klaviermusik komponierte er um 1769 seine ersten Oratorien Die Pilgrime auf Golgatha (Text: Justus Friedrich Wilhelm Zachariae) und Der Tod Jesu in der zweiten Textfassung von Karl Wilhelm Ramler (1760), dessen Erstfassung schon Carl Heinrich Graun (1755) und Telemann (1756) erfolgreich vertont hatten. Ebenfalls aus der Zeit vor 1770 stammen die ersten zehn seiner insgesamt zwanzig Sinfonien; zehn weitere entstanden in einer späteren Phase zwischen 1792 und 1794.
Die Berufung Johann Gottfried Herders (1744–1803) als Hofprediger und Konsistorialrat nach Bückeburg im Jahre 1771 führte zu fruchtbarer Zusammenarbeit und Freundschaft zwischen dem Dichter und dem Komponisten. Aus ihrem gemeinsamen Schaffen stammen die Oratorien Die Kindheit Jesu und Die Auferweckung des Lazarus (1773) sowie einige Kantaten und die dramatischen Werke Brutus und Philoktetes (beide 1774), wobei der kritische Herder offenbar in der engen Zusammenarbeit mit Bach seine musikästhetischen Ansichten in die Praxis umgesetzt sah. Diese für Bach geistig anregende Zeit endete 1776 mit der Berufung Herders nach Weimar.
Als ein Jahr nach dem Tod der Gräfin 1776 auch Graf Wilhelm starb, der den Mittelpunkt des kulturellen Lebens am Hof dargestellt hatte, suchte Bach offenbar nach neuen Anregungen für seine Tätigkeit. Diese fand er während seiner einzigen größeren Reise im Frühsommer 1778, die ihn gemeinsam mit seinem Sohn – über eine Zwischenstation in Hamburg zu Carl Philipp Emanuel – zu Johann Christian Bach nach London führte, wo der junge Wilhelm seine weitere Ausbildung erhalten sollte. In London lernte Friedrich in den Konzerten seines Bruders u. a. Werke Glucks und Mozarts kennen, die ihn von da an stark interessierten und beeinflussten.
Bach widmete sich weiterhin der Hofkapelle und führte sie zu so großem Ansehen, dass Forkel 1782 der Bückeburger Hofkapelle den vierten Rang unter den besten Orchestern in Deutschland einräumte. Daneben stand die Klaviermusik im Mittelpunkt seiner Kompositionen. Horstig, der Verfasser seines Nekrologs, beschreibt, wie er tagelang „[a]uch wenn ihn niemand hörte [...] auf seinem englischen Pianoforte, welches er aus London mitgebracht hatte [phantasierte]“.

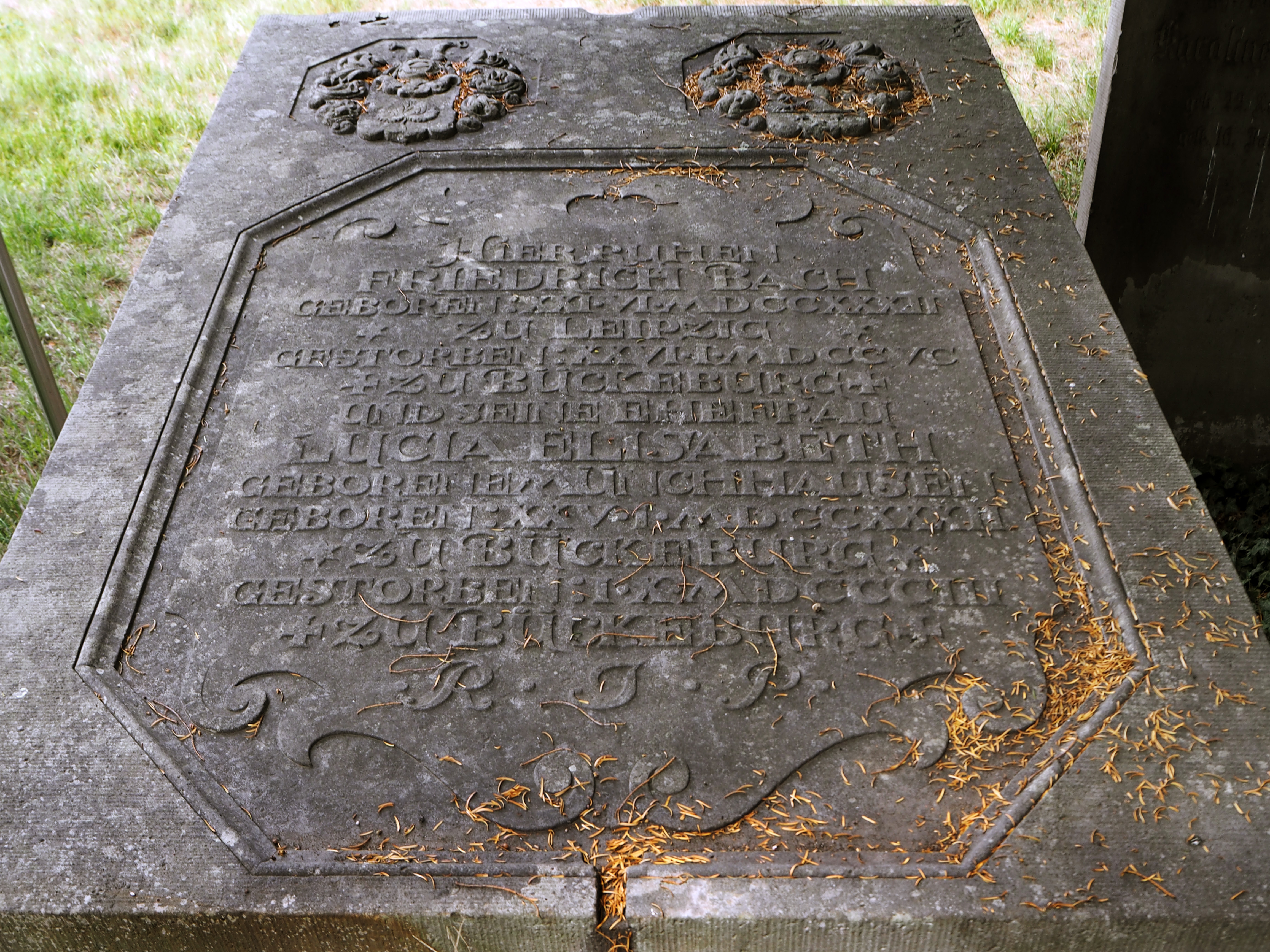
Grabmal von Johann Christoph Friedrich Bach und dessen Ehefrau Lucia Elisabeth geb. Münchhausen

Nach dem Tod des Grafen Philipp Ernst im Jahr 1787 übernahm Gräfin Juliane als Vormund des erst zweijährigen Erbprinzen die Regierung. Die musikliebende Regentin schenkte Bach in seinen letzten Wirkungsjahren die notwendige Achtung und Anerkennung. Juliane erhielt täglich Unterricht auf dem Klavier und wirkte auch in Oratorienaufführungen als Sängerin mit.
Die letzten Lebensjahre Bachs zeigten ihn noch einmal sehr arbeitsam und produktiv. 1787/88 gab er eine Auswahl leichter Werke in vier Heften unter dem Titel Musikalische Nebenstunden heraus. Darin findet man zahlreiche Klavierwerke und Kammermusik, aber auch Klavierauszüge weltlicher Kantaten. Angespornt durch seinen Kollegen und späteren Nachfolger Franz Christoph Neubauer schrieb er in weniger als drei Jahren zehn Sinfonien und zwei Klavierkonzerte, die heute zum größten Teil noch auf Editionen und Wiederaufführungen warten.
Am 26. Januar 1795 starb Johann Christoph Friedrich Bach „an einem hefftigen Brust-Fieber“ in Bückeburg, wo er am 31. Januar auf dem Jetenburger Friedhof begraben wurde. Dort wurde 1803 auch Bachs Witwe beigesetzt. Sein Sohn Wilhelm Friedrich Ernst Bach führte die Komponistentradition in der Familie fort.

## Historische Bewertung und wissenschaftliche Würdigung des Werkes
Johann Christoph Friedrich Bach war 45 Jahre in Bückeburg tätig, einem bei aller Kunstsinnigkeit der Regenten eher kleinen Hof, der im musikalischen Halbschatten lag. Sein Werk, das dem aufkommenden Geniekult seiner Zeit keine ausreichende Nahrung gab, sowie sein bescheidenes Leben, das außerhalb Schaumburg-Lippes so wenig Aufsehen erregte wie seine Musik, mögen mit dazu beigetragen haben, dass er lange Zeit als der unbedeutendste der vier komponierenden Bach-Söhne beurteilt wurde. Typisch dafür ist ein frühes Zeugnis Carl Friedrich Cramers, in dem er sich über die Söhne J. S. Bachs auslässt: „Er  hatte deren drey: Christian Bach, Carl Philipp Emanuel Bach, und Friedemann Bach; (den vierten in Bückeburg rechne ich nicht mit dazu; weil der nicht eigentlich zu den ... Bachen gehört).“ Jüngere Forschungen seit Hannsdieter Wohlfarth und Ulrich Leisinger sehen auch in Friedrich Bach einen Brückenbauer zwischen dem ausklingenden Barock und der sich herausbildenden Klassik.
An seinem Grab auf dem Jetenburger Friedhof in Bückeburg versammelten sich nach dem Ersten Weltkrieg, unter Führung des ehemaligen Bückeburger Hofkapellmeisters Richard Sahla, die Mitglieder des 1917, kurz vor Kriegsende, gegründeten Fürstlichen Instituts für musikwissenschaftliche Forschung Bückeburg: darunter befand sich Georg Schünemann, der sich als Erster bereits vor dem Krieg intensiv mit Leben und Werk des Bachsohnes auseinandergesetzt hat. Seine Studie ist Grundlage und Ausgangspunkt für jegliche Beschäftigung mit dem Komponisten, weil Schünemann dafür die Bückeburger Hofbibliothek noch zur Verfügung hatte, trotz kriegsbedingter Schwierigkeiten, entfernteres Quellenmaterial zu erreichen. Der Bestand des musikwissenschaftlichen Instituts Bückeburg wurde 1934 zwangsweise nach Berlin gebracht und in den letzten Kriegsjahren nach Schlesien verlagert. Von dort kam es als Beutekunst in die Sowjetunion. Nur ein geringer Teil ist inzwischen über Moskau zurück nach Berlin gelangt, darunter jedoch keine Autografe Bachs. Demnach musste das von Hannsdieter Wohlfahrth veröffentlichte Werkverzeichnis, das im Zusammenhang mit einer umfangreichen Studie der Bachschen Instrumentalmusik entstand, viele Autografe als verschollen angeben, die Schünemann noch vorgelegen hatten. Nach Wohlfahrths Veröffentlichung wurden verschollene Werke des Bückeburgers ausfindig gemacht. Daraufhin erstellte das Leipziger Bach-Archiv im Zusammenhang mit einer Ausstellung in Bückeburg zum 200. Todestag Johann Christoph Friedrich Bachs ein neues Werkverzeichnis, das einen neuen Überblick über sein derzeit bekanntes Werk und die neue Quellenlage gibt.

## Werke
Er schrieb Oratorien und Opern, insgesamt zwanzig Sinfonien (davon 12 verschollen), achtzehn Klavierkonzerte, daneben Kammermusik und geistliche Lieder.
Die Rezeption seines musikalischen Werks erreichte bisher nicht die Bedeutung der seiner Brüder. Dieser Eindruck mag mit der unvollkommenen Überlieferung und unklaren Quellenlage seiner Kompositionen zusammenhängen.

## Nachweise
1. 1 2 3 4  Ulrich Leisinger 2013, S. 10.
2. ↑  Christoph Wolff und Ulrich Leisinger: Bach, Johann Christoph Friedrich. In: Grove Music Online (englisch; Abonnement erforderlich).
3. ↑  Christine Blanken 2022, S. 98.
4. ↑  Rezension von Ingeborg Allihn auf info-netz-musik, 30. Juni 2014; abgerufen am 17. September 2014

| Personendaten    | Personendaten                                                   |
| ---------------- | --------------------------------------------------------------- |
| NAME             | Bach, Johann Christoph Friedrich                                |
| KURZBESCHREIBUNG | deutscher Musiker und Komponist, Sohn von Johann Sebastian Bach |
| GEBURTSDATUM     | 21. Juni 1732                                                   |
| GEBURTSORT       | Leipzig                                                         |
| STERBEDATUM      | 26. Januar 1795                                                 |
| STERBEORT        | Bückeburg                                                       |